# Baix Albaida
Baix Albaida (también conocida com Castellón i las Énovas) es una subcomarca de la Ribera Alta (Comunidad Valenciana) atravesada por el curso bajo del río Albaida antes de unirse al Júcar. La componen siete municipios: Énova, Manuel, Señera, Rafelguaraf, San Juan de Énova,  Puebla Larga y Castellón de la Ribera.
Históricamente, en época foral, se correspondería, salvo Castellón de la Ribera, al antiguo  Quarter d'Ènova, del antiguo término particular de Játiva.
Geográficamente se sitúa al sureste de la comarca de la Ribera Alta y próxima de la ciudad de Játiva, lo justifica la estrecha relación de los pueblos de esta subcomarca con la comarca de la Costera. 

## Geografía
Se trata de una subcomarca que se ubica en el sudeste de la Ribera Alta representando un 8,78% de esta comarca valenciana, con una superficie de aproximadamente 74,85km² (entre los que está incluido el Realengo), formando una gran llanura aluvial en la confluencia entre los ríos Albaida y Júcar, y buscada por la sierra de Manuel-Énova y el macizo del Realengo.

### Las montañas
Los expertos consideran que la subcomarca está en una zona de transición en el sistema Subbético, pero todavía dentro del sistema Ibérico. Se trata, pues, de una zona fronteriza entre sistemas, con montañas que nacen a partir de los 90 metros de altitud con cierta variedad, ya que podemos distinguir dos formaciones montañosas separadas por el río Albaida y de características bastante diferentes.
Así tenemos por un lado las montañas de yeso (los materiales que lo forman son salobres, de poca consistencia, blandos, destacando margas y rocas pardas, presentando arcilla, yeso, sales y caracterizado por no presentar cal), que representan tan sólo el 5% del territorio, que se localizan en el suroeste de la subcomarca, penetrando en el macizo del Puerto de Cárcer. Abarca los términos de Castellón (donde encontramos las sierras de la Utxera y de la Font Amarga) y de Manuel (con la sierra de las Salinas). Estas formaciones son la frontera natural con la Costera, y presenta el punto más alto en el alterón de la Batería con 262 metros de altitud. Se trata de un plegamiento geológico fechado en la Era mesozoica, en el período Triásico Superior (hace unos entre 225-213 millones de años)
Por otro lado encontramos las montañas calcáreas que se extienden por los extremos sur y este de este territorio, y que suponen el 20% de su superficie. Tiene forma de arco y está integrado en un conjunto que continúa también por Carcagente, la Barraca, Simat y Barcheta, conocido como el macizo del Realengo con el punto más alto en la punta de Miramar, con 429 metros de altitud. Está formada por casi exclusivamente rocas calcáreas, que son duras y compactas, y se pueden distinguir de dos tipos, que aunque muy parecido, presentan orígenes bien diferentes: la dolomía, de origen químico, y la creta, de origen orgánico . También se pueden encontrar, aunque de forma mucho menos abundante, minerales como el sílex, el cuarzo, y también la calcita (esta última responsable muchas veces de la formación de fósiles, al petrificar la parte orgánica de los moluscos arcaicos, bastante abundantes por estas sierras)

### El llano
También encontramos en este territorio un terreno llano, situado siempre cerca de las montañas, representando aproximadamente el 40% de su extensión. Se trata de una superficie suficientemente lisa y uniforme, con suave pendiente, entre el 1 y el 5%, situada a poca altura, entre los 50 y los 90 metros de altitud. Sus materiales datan de depósitos del período del Pleistoceno o primera época de la Era cuaternaria, y tienen su origen en la desagregación y erosión de las rocas. Son tierras sueltas, jóvenes, de gran calidad por el cultivo de las naranjas. También se pueden encontrar arcillas y limos, aunque mucho menos abundantes, y en la parte más profunda abundan las vetas de piñón, o tierra que contiene pequeñas piedras empotradas con gran profusión; y también frecuenta el tapón, una capa de tierra dura, entre calcina y arenisca, blanquecina y prácticamente estéril, con una consistencia casi pétrea.
Aunque antiguamente estas tierras de la llanura no estaban nada valoradas por ser todas sólo adecuadas para los cultivos de secano, el surgimiento de un sistema de riego de pozos o por goteo, las han transformado en un terreno muy preciado.

### La huerta
Entre el llano y las marjales nos encontramos la tierra de huerta (con origen en la sedimentación durante la segunda época del cuaternario, tratándose de depósitos aluviales, del Júcar, Albaida y el barranco de Barxeta) aunque la mayor parte de veces es muy difícil establecer dónde empieza y dónde termina, porque a menudo se entremezcla en sus afloramientos. Se trata de un terreno llano, muy poco pendiente, entre los 50 metros de altitud (en el pueblo de Manuel) y los 25 metros, representando, más o menos, el 30% de la superficie total de la subcomarca.
Esta tierra de la huerta (la más apreciada para la agricultura por disfrutar de riego de acequia, lo que la hecho ser muy productiva, aunque la sobreproducción la va agotando poco a poco) presenta más espesor que en el plan, y está formada mayormente por arcillas y limos compactos y ricos, aunque a suficiente profundidad se pueden encontrar algunas formaciones del tipo del piñón y el tapón.
Es en esta huerta donde se encuentran (al borde de las acequias) los siete establecimientos humanos de esta subcomarca, que acabaron siendo pueblos que han sobrevivido hasta nuestros días.

### La marjal
También se pueden encontrar en el territorio de esta subcomarca zonas de marjales ocupan siempre las partes más bajas y representan aproximadamente el 5% del suelo de la superficie de esta subcomarca. Están localizadas en zonas próximas a los ríos Júcar y Albaida, así como también en los mismos cajeros de los barrancos. Está formada por materiales (arcillas y limos aluviales muy compactos) muy recientes, que provienen de las últimas crecidas fluviales, muy frecuentes, que no paran de depositar nuevos nutrientes que renuevan la feracidad de estos lugares húmedos.
En un primer momento eran zonas semi pantanosas, lo que las hacía ser insalubres, y por tanto, rechazadas para la agricultura; aunque en esta subcomarca se cultivaba arroz antes de establecerse el naranjo como cultivo prioritario.

### Hidrografía
Esta subcomarca está regada por las corrientes de los ríos Júcar, Albaida y del barranco de Barxeta, las cuales están sujetas a una climatología típicamente mediterránea de lluvias escasas y aisladas. Presentan por estas razones caudales reducidos, esporádicos y extremadamente irregulares, regularizados actualmente por la construcción de embalses de laminación y azudes de riego que pueden agotar la totalidad del caudal.
El río Júcar presenta su caudal reducido por la existencia del embalse de Tous y las acequias de Escalona, Real de Carcagente y Real del Júcar. Así, al paso por esta subcomarca sólo lleva el poco caudal que le han dejado esas presas, más las aportaciones que recibe de las escorrentías de riego sobrantes de las acequias de Antella y del Valle de Cárcer, situadas entre Antella y Beneixida.
El río Albaida, afluente del Júcar, recoge todas las aguas de las comarcas de la Vall d'Albaida y la Costera. Su caudal, muy reducido, irregular e inestable, reduce su caudal por la presencia de un buen puñado de azudes de riego que pueden llegar a dejarlo seco en su tramo final (sobre todo después del azud de la Torre de Lloris, la última presa de este río, donde toma el agua la acequia Comuna de l'Énova), y sobre todo en verano. Después de la pantanada de 1982, el río Albaida fue desviado para que tuviera la misma dirección que el Júcar y facilitar la evacuación de las avenidas de ambos ríos. Antes de 1785 el río de Albaida desembocaba unos dos km más abajo que lo hace ahora en el Júcar.
Por último tenemos el barranco de Barxeta, se trata de un torrente temporal que se origina cuando las lluvias ocasionales son suficientemente cuantiosas, recogiendo toda la lluvia del arco montañoso que rodea la subcomarca por levante y por el mediodía, abarcando hasta las líneas divisorias de aguas limítrofes con las montañas de Carcaixent, la Valldigna y el valle de Barxeta, así como todas las aguas que bajan del macizo del Realengo, pero ni una sola gota de la cuenca del río de Barxeta, lo que hace que su denominación no sea del todo apropiada. Este barranco se ha visto modificado a lo largo de los años para evitar el descontrol de las avenidas de aguas torrenciales por las intensas lluvias típicas de las tormentas del clima mediterráneo, y cambia de nombre según va entrando en diferentes términos municipales. Así, el barranco del Realengo que, al pasar al término de Rafelguaraf, entre la valla de la finca y el camino Rafelguaraf-El Realengo, que se dividía en dos brazos, uno de ellos se anuló en 1991. A partir de donde confluye también el barranco de la Font del Perelló por su izquierda cambia su nombre y se llama el Barranquet o el barranco del Pueblo (en referencia a Rafelguaraf) y funciona como escurridor de acequias al recibir las aguas sobrantes de las últimas derivaciones de la acequia Común de Énova. Tras pasar Rafelguaraf se le une el barranco del Tossalet. Más adelante, al término de la Énova, se le llama barranco de Rafelguaraf y más abajo, a la entrada del término de la Pobla, le llegan por su derecha dos torrentes importantes, el barranco del Pla y el barranco de la Font de Carcaixent, que ya se han reunido en un solo cajero unos 300 metros antes de contactar con el barranco principal, el cual ya recibe el nombre de barranco de Barxeta cuando penetra en el término de la Pobla.
Su cuenca hidrográfica abarca unos 120 km², la longitud del curso es de unos 20 km y su caudal medio es de 2 m³/segundo, proveniente de sobras de riego y alterado por la derivación de otras acequias que nacen del su cajero.

## Historia
Los primeros asentamientos humanos de esta zona estaban ubicados al abrigo de las montañas y se trataban de escondrijos, cerca de la llanura, donde se podía cazar y recolectar y lo más cercano posible del agua (en aquella época proporcionada por sus corrientes fluviales, el río Júcar y el río de Albaida, y por sus fuentes) para poder beber y pescar. La población era ínfima, los clanes más débiles se conformarían construyéndose rudimentarias cabañas u ocupando pequeños abrigos, y los más fuertes se ubicarían en las cuevas, aunque en esta subcomarca de cuevas hay muy pocas; la única que destaca por sus dimensiones es la cueva de Xàtiva del Realengo.
De la existencia de estos primeros poblamientos, actualmente se cuenta prácticamente sólo con el trazado de algunos caminos. Dado que la subcomarca es una puerta de paso que comunica la extensa llanura con las primeras montañas, dispone de algunas de estas remotas vías. Durante las largas etapas primitivas, hombres y animales, para desplazarse, utilizaban las vías naturales, las más llanas, las que discurrían casi siempre paralelas a los ríos y barrancos, por un borde o por los dos de sus valles. Dentro de ellas había dos puntos obligados de tráfico de capital importancia: los vados de los ríos (puntos clave porque sus remojas eran lugares de buena pesca y de mejor cacería, porque aquí solían acudir los herbívoros para abrevar y se los podía acorralar con facilidad, aunque en ocasiones eran variables), para poder cruzarlos; y los invariables pasos montañosos que conectaban unas cuencas con otras. Algunos de esos antiguos itinerarios han desaparecido para siempre, pero otros se fijaron, imprimiendo la superficie de este territorio, y todavía se conservan, aunque algunos tramos han desaparecido o han sufrido grandes modificaciones. Estas vías naturales se pueden clasificar en grupos:
- de largo recorrido, de carácter general, no tenían un principio ni un fin porque enlazaban diversas zonas geográficas y conseguirían grandes desplazamientos longitudinales a lo largo de costas o de los grandes ríos y serían empleados por muchos y distintos grupos humanos.
- de medio recorrido, de carácter regional, para realizar trayectos longitudinales o transversales, según siguieron ríos más cortos o afluentes.
- de corto recorrido, de carácter local y de uso más restringido, transitarían transversalmente entre los asentamientos temporales y los lugares de depredación más notables o los puntos de abastecimiento de agua (las fuentes o los ríos más próximos).

En esta subcomarca destacan de dos tipos:
- las vías marginales fluvial, es decir, rutas generales (de recorrido largo) o regionales (de recorrido medio), que acompañan a los ríos,
- y los caminos montaña-río (itinerarios locales de corto recorrido), sobre los que se asentaron muchos de los núcleos poblacionales actuales de este territorio de la subcomarca.

### Yacimientos prehistóricos de la subcomarca
Hay pocos yacimientos preibéricos en la subcomarca, tan sólo la Cova Negra de Xàtiva, en el Realengo, donde se encontró en superficie (el resto todavía no se ha excavado) una extraña piedra circular, difícil de evaluar, con una canaleta en el centro, así como dos fragmentos cerámicos de urnas con cenizas incineradas de los difuntos, datables entre los años 700-600 a C.
Respecto a la etapa ibérica, es destacable el estratégico poblado del Alt de Valiente (actualmente sólo se pueden distinguir los restos de dos murallas -una exterior ovalada y una interior rectangular- que rodeaban el poblado, de unos 1.500 m² de extensión) en lo alto del monte de Manuel (de posible origen en la etapa del Bronce) y que tendría como anexo al poblado menor del Castellet de Sanç. 
De esta época es el vecino poblado de Saitabi o Játiva tan próspera que se convirtió en la capital de los poblados circundantes y quizás de toda la Contestania, territorio que llegaba hasta la margen derecha del Júcar. Los asentamientos del Alt de Valiente de Manuel y el Castellet de Castellón (poblados-fortaleza, con sus antiguos territorios) se encargarían de controlar, por su posición estratégica, los caminos de acceso a Saitabi vigilando sobre todo los sus vados fluviales (el vado de la Moleta, el vado de la Pasarera y el vado del Ràfol o de Barragà) y sus puertos de montaña (el collado de la Font Amarga o de la Teixonera y el puerto de Càrcer).
Durante los períodos preibérico e ibérico, perduran los mismos caminos anteriores, simples sendas de herradura, naturales o artificiales, por donde se desplazaban, aún todos juntos, los hombres, los animales de carga y el ganado; pero la introducción del carro (tirado mayormente por bueyes, aunque los íberos introdujeron el caballo) revolucionará el transporte y exigirá la mejora de los senderos más transitados.

### Época romana
A partir del año 218 a. C. cartagineses y romanos se disputaron estas tierras. La romanidad, pervivirá hasta la primera invasión árabe del año 711. Este período ha quedado reflejado en los restos locales, entre los que, podemos destacar: 
- en la Énova: el Castellet de Sanç, la villa "dels Alters" o de Cornelius,[16][17][18]

- en Manuel: la villa de "les Foies"[19]
- y en Castellón: la villa del "Repeu del Castellet de Castelló"[20] y la villa de la Estación.[21]

Otros restos son el huerto de "Camals"  de Puebla Larga, donde se ha descubierto abundante cerámica común romana.

### Época musulmana
El emirato Dependiente, inicia la venida árabe a la península en el año 711, la conquista de Jativa (entonces “Sateba”), y de esta subcomarca de Castellón y las Énovas, parece ser conseguida al año siguiente con un cotejo armado que ganaron a los invasores, con un ejército formado por tribus bereberes, donde sobresalió el clan de los Nafza, y familias del sur de Arabia, donde despuntó el linaje de los Mufáwwiz, poderosa familia yemení que fue representante destacado del poder setabense a lo largo de los cinco siglos del dominio musulmán y que fueron poseedores del distrito de Énova, entonces “Yánuba”, territorio donde ha quedado reflejada esa ascendencia arábiga en el topónimo Rafal Alaraf o “Rafal (Al)Áraf”, ahora Rafelguaraf, que significa 'alquería del Árabe', lugar que parece convertirse por el tiempo en una residencia privada especial donde llegaron a instalarse unos baños, únicos baños árabes que tenemos constancia, aparte de los de Xàtiva.
Los nativos, que quedaron sin islamizar, continuarían incluidos en los dos antiguos distritos castrales de la etapa hispano-romana, el de Castellón y el de Énova, con sus respectivos castillos, divisiones locales que serían respetadas, llamadas ahora aljamas, dedicados a la ganadería.
En el período del emirato Independiente (más o menos por el 750) es cuando se abrió en Castellón la primera de las tres acequias que se excavaron en esta subcomarca en la época musulmana. Se trataba de una muy primitiva red de riego, antecesora de la acequia de Escalona, se llamaba la acequia de Algirós, y también anterior a la acequia Comuna, dado que tanto la Comuna como la antigua acequia de la Hueta desaguaban en la red de Algirós. Los expertos consideran que posiblemente la introducción de este nuevo sistema de riego por acequias esté relacionado con la presencia de un nuevo poblamiento egipcio, que aportaría la experiencia acumulada en el riego del río Nilo.
Surgen de este modo nuevas explotaciones agrícolas de regadío o 'alquerías', consistentes en colectividades familiares que solían tomar el nombre de su ascendencia, reflejada con el prefijo árabe beni-, que significa 'hijos de' o 'descendientes de' , como es el caso de la desaparecida alquería de Benimaclí , la cual regaba de la antigua acequia del Sas.
En la época del califato de Córdoba, alrededor del año 950, es cuando empiezan a abrir (aguas arriba del río de Albaida) la acequia Comuna de l'Énova. Se produce así el comienzo de la transformación del secano en regadío, lo que revolucionará la actividad de esta subcomarca y sus poblados.

### Época Foral Valenciana en la Subcomarca
En septiembre de 1238 Jaime I ocupa Valencia y pacta una tregua de siete años con los árabes de no conquistar más allá del Júcar, la frontera acordada por ambas partes, pero a principios de 1240 los cristianos violan el acuerdo, traspasan la línea del Júcar y atacan Játiva y la parte norte de su territorio, donde se ubica la subcomarca de Castelló-l'Énova, que entonces se dividía en dos territorios castrales árabes, el del castillo de Castellón y el del castillo de Énova.
Empiezan unos años de luchas, batallas, conquistas y reconquistas que finaliza prácticamente alrededor de 1249.
Según se recoge en el Llibre del Repartiment, registro, algo incompleto, donde se anotaron muchas de las propiedades incautadas, en el caso de la subcomarca de Castellón y las Énovas empezaron a repartirse a los recién llegados (catalanes, aragoneses, navarros y occitanos ) entre marzo de 1248 hasta septiembre de 1249.
Aunque en principio los cristianos respetaban las divisiones territoriales anteriores a la reconquista cristiana, en ocasiones, unas vueltas por desconocimiento del terreno, otras por favoritismos, se produjeron cambios.
Después de una primera etapa cristiana dominada por dinastías catalanas, a partir de 1412 hasta 1516 la subcomarca se ve dominada por dinastías castellanas.
Se considera esta segunda etapa foral como una etapa de recuperación al viviere un tiempo sin desastres naturales, epidemias y las guerras; lo que permitió una recuperación económica basada en la agricultura, sector que supera el autoconsumo, y comercializan los excedentes.
Esta nueva agricultura se caracteriza por tener señorías de las alquerías mudéjares, que cuentan con una mano de obra más barata y más especializada, mucho más competitivas que los lugares cristianos, lo que provocará que estas dos comunidades que evolucionen en paralelo hagan por vías diferentes, haciendo surgir enfrentamientos entre las dos poblaciones remarcándose las grandes diferencias a nivel administrativo, cultural y religioso, las cuales eran contempladas y amparadas por los propios Furs.
A partir de 1516 hasta 1700 comienza lo podríamos llamar la dinastía austríaca en la subcomarca, época en la que la bonanza económica va directamente a la oligarquía y la nobleza (y sus protegidos, los mudéjares), mientras que la mayoría del pueblo plano, agricultores y artesanos, se encontraban en la ruina por los por los impuestos y por unos beneficios mínimos. Esta situación llevó a un aumento considerable del malestrar social y odio a los mudéjares, que acabó en la guerra de las Germanías.
Al finalizar las Germanías, los Austrias impusieron unas sanciones como castigo por la revuelta que tuvo que pagar Játiva (y por tanto Castellón y Énova); lo que produjo un caos económico que provocó una inseguridad en el medio rural, agravado por el bandolerismo endémico, que aumentó con la miseria del pueblo; surge así una etapa de bandolerismo entre los siglos XVI-XVII.
Además, durante este período explotó el odio acumulado durante 360 años de convivencia entre musulmanes y cristianos, un odio fruto de la intolerancia religiosa y, al final por el miedo que se tenía por una posible cooperación de los musulmanes con la piratería turca y norteafricana. Es así como Felipe III firmó, el 9 de octubre de 1609, el decreto de expulsión de los moriscos de toda España, empezando por los moriscos valencianos, considerados los más peligrosos.
Como consecuencia de esta expulsión, todas las alquerías moriscas de la subcomarca de Castellón y las Énovas quedaron desiertas, y aunque no existen datos de la población cristiana de la subcomarca en 1609, se puede considerar que fuera un 15% menos que la población morisca. Esta falta de población en las alquerías redujo totalmente los ingresos de los señores feudales, lo que hizo necesaria una repoblación de la zona rebajando las condiciones humillantes que pesaban sobre los musulmanes por otros más aceptables. Estos nuevos colonos fueron cristianos viejos procedentes de lugares muy variados, aunque la mayor parte provenía de los pueblos cercanos y también había algún que otro morisco converso.

### sigloXVIIIvalenciano
El siglo XVIII empezó con el conflicto bélico internacional que, produjo la Guerra de Sucesión Española (1701 –1714), confrontación en la que además de la sucesión en la corona hispánica, se dirimía también la cuestión del equilibrio poder entre las diferentes potencias europeas, y se considera uno de los primeros conflictos globales.
En el reino de Valencia pronto surgieron dos bandos: 
- los “botiflers”, que alineaban la mayor parte de la nobleza y apoyaban a Felipe V (garantía de la continuidad de los anticuados derechos feudales)
- los “maulets”, que integraba al pueblo plano (descontento por la excesiva presión feudal) y un pequeño sector de la clase dirigente que defendía un neoforalismo, una recuperación de los devaluados fueros, y apoyaban al pretendiente austríaco, el archiduque Carlos de Austria (que prometía apoyar estas demandas).

El resto del territorio español era felipista, razón por la cual el archiduque Carlos decidió llevar a cabo una ocupación de los territorios felipistas, iniciándola en agosto de 1705 desembarcando en el puerto de Altea con un ejército aliado europeo comandado por el militar valenciano en Juan Bautista Basset.
La subcomarca era del bando maulet, no se puede olvidar que había una cierta relación entre los principales dirigentes maulets y la subcomarca, como el señor de la Pobla Lluís March de Esplugues.
De Castellón, procedían:
- Juan Tárrega y Salvador, destacado militar (hijo del alcalde de Játiva, Isidre Tàrrega y Guitart). que conquistó, el 25 de diciembre de 1705, la ciudad de Játiva, por lo que se le nombró alcaide de su castillo;
- Juan Bautista Basset.

Hay que nombrar también al señor de Berfull, Onofre Dassió, que era gobernador de Játiva en el momento de su asedio.
La guerra finalizó con la firma en 1713 del Tratado de Utrecht y en 1714 del Tratado de Rastatt, en aplicación de los cuales Felipe V fue reconocido como rey de España,
Játiva resistió muchísimo contra los ataques "botiflers", lo que influyó en la supresión de los Fueros, lo que llevó además de la desaparición oficial del reino así como a otros cambios a nivel administrativo local, donde también se calcó el esquema castellano.
A pesar de la derrota política y militar, durante casi todo el siglo XVIII, y por primera vez en su historia Valencia, y con ella la subcomarca, vivió un período largo de espectacular crecimiento económico y demográfico (en la subcomarca nos encontramos con que hubo pueblos que triplicaron sus casas, como el caso de Castellón que pasó de 189 a 500, o Manuel de 56 a 175 e incluso Rafelguaraf de 22 a 81, otras como es el caso de la Énova las duplicaron, pasando de unas 40 a 100 , o San Juan de Énova de 20 a 43 y Señera de 21 a 46) La paz y la salud del pueblo fueron claves para este crecimiento poblacional que proporcionó la mano de obra necesaria para poder garantizar la intensificación y ampliación de la producción agraria.